# The Allman Brothers Band
The Allman Brothers Band este o formație de muzică rock încadrată în curentul numit Southern rock având sediul în orașul Macon, din statul american Georgia. Formația a fost formată în Jacksonville, Florida în 1969 de către frații Duane Allman (chitară slide și chitară solo) și Gregg Allman (vocalist, organist). Deși formația a fost caracterizată ca fiind "principalii arhitecți ai rock-ului din sud (Southern rock)", muzica formației încorporează elemente de blues-rock și hard rock, respectiv în spectacolele lor live membri formației folosesc improvizații în stilul jam band, precum și melodii pur instrumentale. 
În 1971, George Kimball, redactor la Rolling Stone Magazine i-a proclamat ca fiind "cea mai bună formație rock and roll" ai "ultimilor cinci ani" (conform originalului, "the best damn rock and roll band" of "the past five years"). The Allman Brothers Band a fost încununată cu unsprezece albume de aur (Gold) și cu cinci de platină (Platinum) între anii 1971 și 2005.  Revista muzicală Rolling Stone i-a clasat pe locul al 52-lea pe lista celor mai mari 100 de artiști ai tuturor timpurilor în 2004.  Formația continuă să fie activă, să înregistreze muzică și să dea spectacole până în prezent.

## Istoric
Formația a fost formată în Jacksonville, Florida, în 26 martie 1969, fiind alcătuită din Duane Allman (slide guitar și chitară solo), Gregg Allman (vocalist, organist), Dickey Betts (chitară solo și chitară ritmică, vocalist), Berry Oakley (chitară bas), Butch Trucks (baterie) și Jai Johanny "Jaimoe" Johanson (baterie).

## Premii și recunoaștere
- Grammy Award for Best Rock Instrumental Performance, 1996, "Jessica"
- Inducted into the Rock and Roll Hall of Fame, 1995
- Rolling Stone Magazine's "Greatest...of All Time" lists:
  - 100 Greatest Artists of All Time (2004): #52[6]
  - 500 Greatest Albums of All Time (2003): #49 for At Fillmore East[7]
  - 100 Greatest Guitarists of All Time (2003):
    - #2 Duane Allman[8]
    - #23 Warren Haynes[9]
    - #58 Dickey Betts[10]
    - #81 Derek Trucks[11]

## Diferite componențe
Membrii originali ai formației sunt scriși cu litere îngroșate.